# Hassanine Sebei
Pour les articles homonymes, voir Sebei.
Hassanine Sebei, également orthographié Sébai, Sebaï, voire Sbaï, né le 21 janvier 1984 à Tajerouine, est un athlète tunisien, spécialiste de la marche.

## Biographie
Il participe aux Jeux olympiques de 2008 puis termine 19e aux mondiaux de Berlin en 2009.
À La Corogne, le 19 juin 2010, il obtient son meilleur temps sur 20 km avec 1 h 21 min 47 s lors de la coupe du monde de marche 2006, avant de remporter une médaille d'or aux championnats d'Afrique à Nairobi en 1 h 20 min 36 s, record des championnats. La même année, il termine 11e de la coupe du monde de marche organisée à Chihuahua.
En 2011, il porte son record sur 20 km à 1 h 20 min 19 s lors du trophée Lugano, le 20 mars, puis termine 26e lors des championnats du monde en 1 h 25 min 17 s. Il remporte une médaille d'or durant les Jeux africains de Maputo en 1 h 24 min 53 s. Il remporte le 20 km des championnats panarabes d'athlétisme 2015.

## Palmarès
| Date | Compétition                      | Lieu        | Résultat | Épreuve      | Performance     |
| ---- | -------------------------------- | ----------- | -------- | ------------ | --------------- |
| 2004 | Championnats d'Afrique           | Brazzaville | 2e       | 20 km marche | 1 h 28 min 35 s |
| 2005 | Championnats d'Afrique de marche | Tunis       | 3e       | 20 km marche | 1 h 32 min 31 s |
| 2005 | Jeux de la Francophonie          | Niamey      | 3e       | 20 km marche | 1 h 32 min 36 s |
| 2006 | Championnats d'Afrique           | Bambous     | 4e       | 20 km marche | 1 h 25 min 28 s |
| 2007 | Jeux panarabes                   | Le Caire    | 1er      | 20 km marche | 1 h 36 min 0 s  |
| 2008 | Championnats d'Afrique           | Addis-Abeba | 3e       | 20 km marche | 1 h 28 min 58 s |
| 2009 | Championnats d'Afrique de marche | Radès       | 1er      | 20 km marche | 1 h 24 min 15 s |
| 2009 | Jeux de la Francophonie          | Beyrouth    | 2e       | 20 km marche | 1 h 28 min 30 s |
| 2010 | Coupe du monde de marche         | Chihuahua   | 10e      | 20 km marche | 1 h 24 min 27 s |
| 2010 | Championnats d'Afrique           | Nairobi     | 1er      | 20 km marche | 1 h 20 min 36 s |
| 2011 | Jeux africains                   | Maputo      | 1er      | 20 km marche | 1 h 24 min 53 s |
| 2011 | Jeux panarabes                   | Doha        | 1er      | 20 km marche | 1 h 28 min 20 s |
| 2014 | Championnats d'Afrique           | Marrakech   | 4e       | 20 km marche | 1 h 28 min 28 s |
| 2016 | Championnats d'Afrique           | Durban      | 2e       | 20 km marche | 1 h 20 min 51 s |
| 2017 | Championnats d'Afrique de marche | Tunis       | 1er      | 20 km marche | 1 h 22 min 54 s |
| 2018 | Championnats d'Afrique           | Asaba       | 3e       | 20 km marche |                 |